# Ron Yeats
Ronald "Ron" Yeats (15 de novembro de 1937 – 6 de setembro de 2024) foi um futebolista escocês. Ele foi um dos principais defensores do Dundee United no início dos anos 60, em seguida, ele passou uma década no Liverpool. Mais tarde, ele trabalhou como jogador/treinador no Tranmere Rovers, no Barrow e no Santa Barbara Condors. Ele também fez 2 jogos pela Seleção Escocesa.

## Carreira

### Primeiros anos e o Dundee United
Yeats jogou no Sub-15 do Aberdeen Lads FC, um clube em sua cidade natal, Aberdeen. Em 1957 ele foi contratado pelo Dundee United, então um time de meio da tabela da Segunda Divisão Escocesa. Antes de assinar pela Dundee United, ele trabalhou em um matadouro em Aberdeen.
A carreira de Yeats melhorou com a de nomeação de Jerry Kerr como treinador da equipe. Na primeira temporada completa de Kerr, em 1959-60, o St Johnstone terminou como campeão e o Dundee subiu na segunda colocação. A promoção foi conquistada no último jogo da temporada em uma vitória em casa por 1-0 sobre o Berwick Rangers diante de 17.000.
Na temporada 1960-61, o Dundee conseguiu ficar na primeira divisão terminando na nona posição. Yeats jogou no total 118 partidas (95 na liga) no Dundee United.

### Liverpool
Yeats foi comprado pelo treinador Bill Shankly em 1961 por uma taxa de €20.000 e foi imediatamente nomeado como capitão. Quando Yeats assinou, Shankly ficou tão impressionado com a presença física de seu novo jogador que ele disse a jornalistas que "O homem é uma montanha". Shankly mais tarde descreveu a chegada de Yeats, juntamente com a do atacante Ian St John, como o "ponto de virada" do Liverpool que estava na Segunda Divisão para o Liverpool campeão na Inglaterra e na Europa.
Yeats fez sua estréia em uma derrota por 2-0 para o Bristol Rovers em 19 de agosto de 1961. Depois da primeira temporada de Yeats, o Liverpool ganhou a promoção para a Primeira Divisão depois de oito temporadas longe. Seu primeiro gol foi em 23 de novembro de 1963, em uma vitória por 1-0 sobre o Manchester United em Old Trafford. 
Yeats fez jus à reputação e ao apelido ("O Colosso") que seu enorme corpo lhe deu, jogando no coração da defesa do Liverpool por uma década e conquistando as primeiras grandes honrarias do clube em quase 20 anos.
O Liverpool ganhou a Primeira Divisão na temporada 1963-64. Na próxima temporada, eles ganharam a Copa da Inglaterra batendo o Leeds United por 2-1, na final em Wembley. Este foi o primeiro título da Copa da Inglaterra do clube. No entanto, o Liverpool perdeu na semi-final da Liga dos Campeões para a Inter de Milão nessa temporada.
Na temporada seguinte, Yeats comandou o Liverpool para o título da Primeira Divisão. Na Europa, o Liverpool chegou a final da Taça dos Clubes Vencedores de Taças no Hampden Park. No entanto, o Liverpool perdeu na prorrogação para o Borussia Dortmund.
O sucesso do Liverpool, em seguida, secou, e ele foi um dos alto-perfil das vítimas de um enorme abate dos jogadores mais velhos que Shankly impiedosamente comprometeu-se, em 1970, em um esforço para reconstruir o lado para uma nova década. Depois de 454 jogos, Yeats esquerda, em 1971.
O sucesso do Liverpool, em seguida, secou, e ele foi uma das vítimas da renovação imposta por Shankly em 1970. 
Após 454 jogos pelos Reds, Yeats saiu em 1971.

### Tranmere Rovers, Stalybridge e Barrow
Yeats jogou no Tranmere Rovers por três anos como jogador/treinador. Yeats também teve uma breve passagem no Stalybridge Celtic e em seguida, atuou no Barrow como jogador/treinador.

### Carreira na América
Em 1976, com 38 anos, ele se juntou ao Los Angeles Skyhawks da Liga Americana de Futebol. Em sua única temporada, ele foi campeão do campeonato. Em 1977, ele se tornou o treinador-jogador da Santa Barbara Condors da American Soccer League.

### Formby e Rhyl
Ele ainda teve uma breve passagem no início da temporada 1977-78 no Formby antes de se mudar para Rhyl em novembro de 1977.

### Olheiro do Liverpool
Em 1986, Yeats retornou ao Anfield como chefe de equipe de observação, sendo responsável por delegar funções aos olheiros do clube. Ele permaneceu nesse cargo até sua aposentadoria em maio de 2006.

## Morte
Yeats morreu em 6 de setembro de 2024, aos 86 anos.

## Legado
Yeats foi eleito na 29.º colocação na enquete oficial do site de Liverpool "100 Players Who Shook The Kop".
Em abril de 2009, Yeats foi nomeado "Honorary Scouser" pelo prefeito de Liverpool.
Ele é referenciado na música "Royal Blue Mersey" do Everton na frase "Nós odiamos Bill Shankly e odiamos St. John, mas acima de tudo odiamos Big Ron"

## Estatísticas
| Clube           | Temporada | Liga             | Liga             | Copa da Inglaterra | Copa da Inglaterra | Copa da Liga | Copa da Liga | Europa | Europa | Outros | Outros | Total | Total |
| Clube           | Temporada | Jogos            | Gols             | Jogos              | Gols               | Jogos        | Gols         | Jogos  | Gols   | Jogos  | Gols   | Jogos | Gols  |
| --------------- | --------- | ---------------- | ---------------- | ------------------ | ------------------ | ------------ | ------------ | ------ | ------ | ------ | ------ | ----- | ----- |
| Formby          | 1977–78   | 10               | 0                | 3                  | 0                  | 0            | 0            | 0      | 0      | 2      | 0      | 15    | 0     |
| Tranmere Rovers | 1973–74   | 36               | 2                | 2                  | 0                  | 4            | 0            | 0      | 0      | 0      | 0      | 42    | 2     |
| Tranmere Rovers | 1972–73   | 42               | 1                | 2                  | 0                  | 1            | 0            | 0      | 0      | 0      | 0      | 45    | 1     |
| Tranmere Rovers | 1971–72   | 19               | 2                | 4                  | 0                  | 0            | 0            | 0      | 0      | 0      | 0      | 23    | 2     |
| Liverpool F.C.  | 1970–71   | 12               | 1                | 2                  | 0                  | 0            | 0            | 2      | 0      | 0      | 0      | 16    | 1     |
| Liverpool F.C.  | 1969–70   | 37               | 3                | 6                  | 0                  | 2            | 0            | 3      | 0      | 0      | 0      | 48    | 3     |
| Liverpool F.C.  | 1968–69   | 39               | 2                | 4                  | 0                  | 3            | 0            | 2      | 0      | 0      | 0      | 48    | 2     |
| Liverpool F.C.  | 1967–68   | 38               | 2                | 9                  | 0                  | 2            | 0            | 6      | 1      | 0      | 0      | 55    | 3     |
| Liverpool F.C.  | 1966–67   | 40               | 2                | 4                  | 0                  | -            | -            | 5      | 0      | 1      | 0      | 50    | 2     |
| Liverpool F.C.  | 1965–66   | 42               | 2                | 1                  | 0                  | -            | -            | 9      | 0      | 1      | 0      | 53    | 3     |
| Liverpool F.C.  | 1964–65   | 35               | 0                | 8                  | 0                  | -            | -            | 9      | 1      | 1      | 0      | 53    | 1     |
| Liverpool F.C.  | 1963–64   | 36               | 1                | 5                  | 0                  | -            | -            | 0      | 0      | 0      | 0      | 41    | 1     |
| Liverpool F.C.  | 1962–63   | 38               | 0                | 6                  | 0                  | -            | -            | 0      | 0      | 0      | 0      | 44    | 0     |
| Liverpool F.C.  | 1961–62   | 41               | 0                | 5                  | 0                  | -            | -            | 0      | 0      | 0      | 0      | 46    | 0     |
| Clube           | Temporada | Primeira Divisão | Primeira Divisão | Copa da Escócia    | Copa da Escócia    | Copa da Liga | Copa da Liga | Europa | Europa | Outros | Outros | Total | Total |
| Clube           | Temporada | Jogos            | Gols             | Jogos              | Gols               | Jogos        | Gols         | Jogos  | Gols   | Jogos  | Gols   | Jogos | Gols  |
| Dundee United   | 1960–61   | 28               | 0                | 1                  | 0                  | 6            | 0            | 0      | 0      | 0      | 0      | 35    | 0     |
| Dundee United   | 1959–60   | 33               | 1                | 2                  | 0                  | 5            | 0            | 0      | 0      | 0      | 0      | 40    | 1     |
| Dundee United   | 1958–59   | 19               | 0                | 4                  | 0                  | 3            | 0            | 0      | 0      | 0      | 0      | 26    | 0     |
| Dundee United   | 1957–58   | 15               | 0                | 2                  | 0                  | 0            | 0            | 0      | 0      | 0      | 0      | 17    | 0     |
| Total           | 560       | 19               | 62               | 0                  | 21                 | 0            | 36           | 2      | 5      | 1      | 684    | 22    |       |

## Títulos
Liverpool
- Football League First Division: 1963–64, 1965–66
- Football League Second Division: 1961–62
- Copa da Inglaterra: 1964–65
- Supercopa da Inglaterra: 1964, 1965, 1966

Los Angeles Skyhawks
- American Soccer League: 1975–76